# Sandön, Föglö
Sandön är en ö som hör till byn Nötö i Föglö kommun på Åland. Större delen är naturreservat. Ön är obebyggd och har aldrig varit bebodd. Det finns mycket sand på ön, därav namnet. 
Sandön är ungefär 1,3 kilometer i öst-västlig riktning och når som högst omkring 18 meter över havet. Genom landhöjningen har Sandön växt samman med två mindre holmar, Lusören och Aspören. Den sammanlagda arealen är 59,2 hektar.

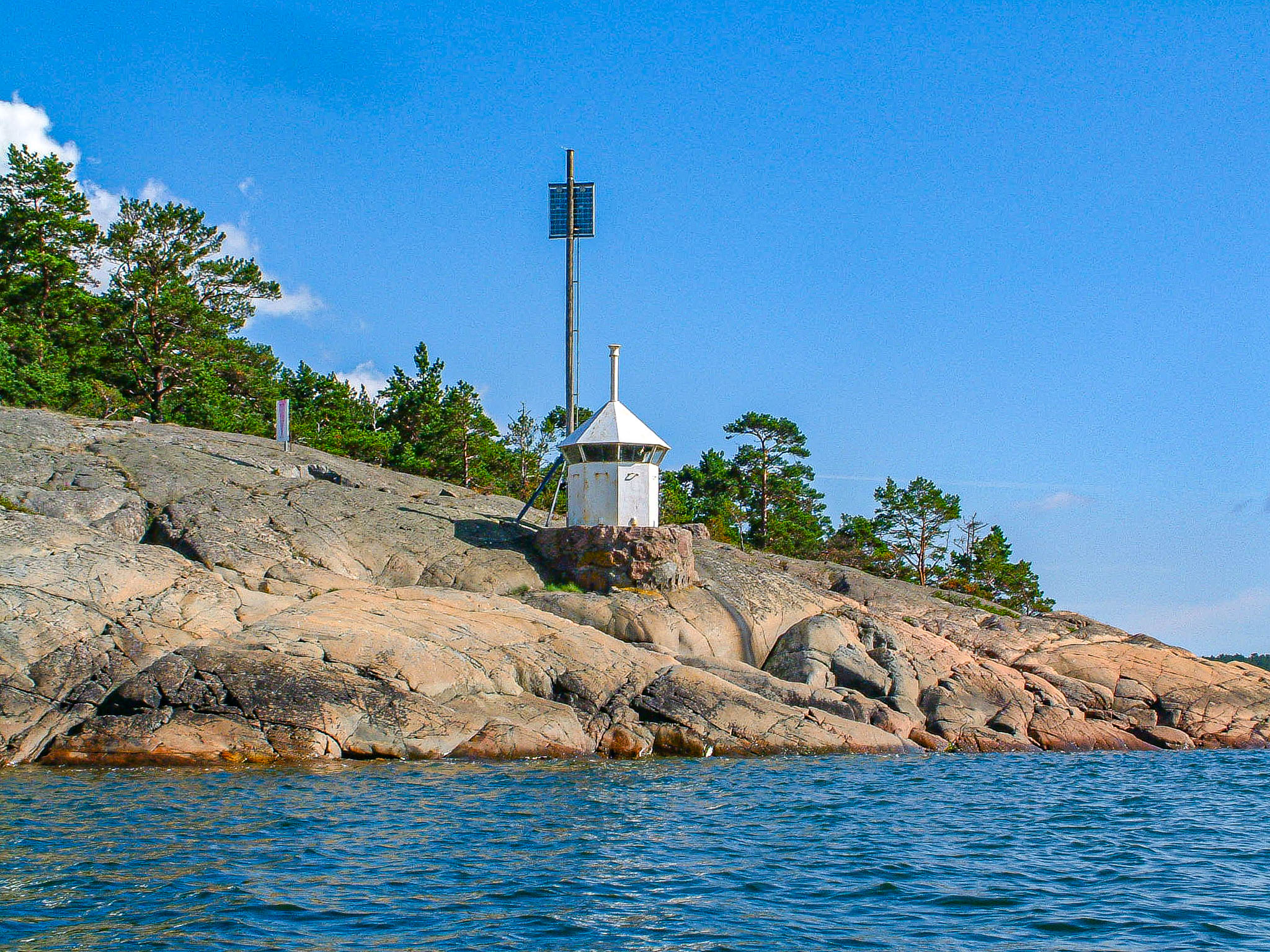
Fyren på Sandön. 27 juli 2002.

Stora farleden mellan Sverige och Finland passerar omedelbart väster om Sandön. På den östra udden, Fyrudden, finns en mindre fyr. Mot farleden finns flera sandstränder som hålls öppna av fartygens svallvågor. 
Kraftledningen (45 kV) mellan Finland och Åland löper över Sandön i nordostlig–sydvästlig riktning.
På lantmätaren Johan Strömborgs karta över Nötö från 1776 är ”Sandön” noterad som beväxt med björk och tall, detta till skillnad från nästan alla andra holmar i byn som var ”skoglösa”. Också de mindre holmarna nämns på kartan. ”Aspöran” var skoglös och bergig, medan det på ”Lusöran” fanns en del alskog.

## Sandön naturreservat
Större delen av Sandön är sedan 2001 naturreservat med syftet att bevara områdets naturskogar och havsstränder. Arealen är cirka 37,5 hektar och marken privatägd. Sandön i sin helhet ingår i det av landskapsregeringen godkända Natura 2000-programmet för Åland.